# Primera División Uruguaya 1979
Il campionato era formato da tredici squadre e il Peñarol vinse il titolo.

## Classifica finale
| Pos. | Squadra              | G  | V  | N  | P  | GF | GS | Punti |
| ---- | -------------------- | -- | -- | -- | -- | -- | -- | ----- |
| 1    | Peñarol              | 24 | 19 | 3  | 2  | 47 | 12 | 41    |
| 2    | Nacional             | 24 | 17 | 4  | 3  | 53 | 18 | 38    |
| 3    | Fénix                | 24 | 10 | 7  | 7  | 23 | 18 | 27    |
| 4    | Defensor             | 24 | 9  | 8  | 7  | 30 | 26 | 26    |
| 5    | River Plate          | 24 | 8  | 9  | 7  | 25 | 30 | 25    |
| 6    | Huracán Buceo        | 24 | 8  | 6  | 10 | 23 | 23 | 22    |
| 7    | Montevideo Wanderers | 24 | 7  | 8  | 9  | 26 | 28 | 22    |
| 8    | Bella Vista          | 24 | 6  | 9  | 9  | 33 | 37 | 21    |
| 9    | Sud América          | 24 | 7  | 6  | 11 | 28 | 39 | 20    |
| 10   | Cerro                | 24 | 6  | 7  | 11 | 24 | 35 | 19    |
| 11   | Danubio              | 24 | 4  | 9  | 11 | 20 | 28 | 17    |
| 12   | Liverpool            | 24 | 5  | 7  | 12 | 19 | 37 | 17    |
| 13   | Rentistas            | 24 | 3  | 11 | 10 | 16 | 36 | 17    |

G = Partite giocate; V = Vittorie; N = Nulle/Pareggi; P = Perse; GF = Goal fatti; GS = Goal subiti; 

## Classifica marcatori
| Gol |  |  | Giocatore          | Squadra  |
| --- |  |  | ------------------ | -------- |
| 19  |  |  | Waldemar Victorino | Nacional |